# Дастан (завод)
ОАО Транснациональная корпорация «Дастан» — было образовано в 1993 году на базе Бишкекского Приборостроительного завода имени 50-летия Киргизской ССР, основанного в 1956 году.
«Дастан» — одно из предприятий военно-промышленного комплекса на территории Кыргызстана. Площадь завода 24 гектара.

## Продукция
Завод производит электрические подводные торпеды УСЭТ-80, различные компоненты торпедного оружия, которые поставляются в Россию и Индию. Для испытания ракет используется полигон на озере Иссык-Куль.
98 % выпускаемой продукции на заводе составляют торпеды.
70 % торпед поставляется в Индию и 26 % в РФ.
Раньше завод выпускал около 400 торпед ежегодно, сегодня выпуск сократился в 10 раз. Сборка торпед производится из комплектов, поставляемых из России.
Кроме этого завод производит продукцию невоенного назначения, такую как медицинские центрифуги, соковарки и казаны.

## Передача завода России в счёт погашения внешнего долга Бишкека
В феврале 2009 года президенты Кыргызстана и России договорились о списании долга Кыргызстана перед РФ, который составлял $180 млн. Кыргызстан обязался передать 48 % акций завода «Дастан» России.
После того, как Россия выразила заинтересованность в заводе «Дастан», акции завода стали выкупаться структурами, подконтрольными сыну действующего на тот момент президента КР, Курманбека Бакиева, Максиму Бакиеву. Быстро был собран контрольный пакет, и России, которая уже объявила о списании долга, предложили 37 % акций забрать в счёт долга, а все оставшиеся акции выкупить по рыночной цене.
В итоге, межправительственные договорённости были сорваны. Госдума РФ не ратифицировала сделку о списании долга Кыргызстана.
В апреле 2012 года РФ предложила пересмотреть ключевые межправительственные соглашения. Теперь Россия настаивает на увеличении своей доли в киргизских активах до 75 %, в том числе в предприятии «Дастан».